# Franco Pellizotti
Franco Pellizotti (* 15. Januar 1978 in Latisana, Provinz Udine) ist ein ehemaliger italienischer Radrennfahrer. Nach seiner Karriere als Aktiver wurde er Sportlicher Leiter.

## Karriere
Pellizotti begann seine Profilaufbahn 2001 beim Team Alessio. Sein bis dahin erfolgreichstes Jahr war 2002, als er jeweils eine Etappe bei Tirreno–Adriatico, der Polen-Rundfahrt und der Baskenland-Rundfahrt sowie den Giro del Friuli gewinnen konnte. 2004 gewann er den Grand Prix Chiasso, 2005 war er bei der Settimana Ciclista Internazionale Coppi-Bartali als Gesamtsieger und Gewinner einer Etappe erfolgreich. Bei Paris–Nizza 2005 belegte er einen sechsten Platz; bei Mailand–Sanremo 2005 war er Neunter. Sein größter Erfolg gelang ihm mit einem Etappensieg beim Giro d’Italia 2006. Giro d’Italia 2008 führte Pellizotti vier Tage die Gesamtwertung an und trug das Rosa Trikot. Er beendete die Rundfahrt als Vierter.
Anfang Mai 2010 wurde Pellizotti wegen auffälliger Blutwerte im „Biologischen Pass“ vom Weltradsportverband Union Cycliste Internationale (UCI) suspendiert und ein Disziplinarverfahren gegen ihn eingeleitet. Im Oktober 2010 wurde er wegen fehlender Indizien vom Nationalen Olympischen Komitee für Italien (CONI) vom Dopingvorwurf freigesprochen. Pellizotti forderte daraufhin einen Schadenersatz über 200.000 Euro von der UCI. Am 8. März 2011 bestätigte der Internationale Sportgerichtshof die zweijährige Sperre und erkannte Pellizotti zusätzlich alle Resultate seit dem 17. Mai 2009 ab, darunter sein zweiter Platz beim Giro d’Italia sowie den Etappensieg, das Gepunktete Trikot und die Auszeichnung für den kämpferischsten Fahrer der Tour de France. Zudem musste er ein Bußgeld von 115.000 € bezahlen.
Pellizotti erklärte daraufhin das Ende seiner Karriere, kehrte jedoch im Jahr 2012 als Mitglied des Teams Androni Giocattoli-Venezuela in den Radrennsport zurück und gewann 2012 die italienische Straßenmeisterschaft. In den Folgejahren erzielte er eine Reihe von Podiumsplatzierungen, ein weiterer zählbarer Erfolg blieb ihm jedoch verwehrt.
Zur Saison 2017 verließ Pellizotti das Team und wechselte noch einmal in die UCI WorldTour zu Bahrain Victorious. Nach zwei Jahren bei Bahrein Victorious mit noch einmal vier Grand-Tour-Teilnahmen beendete er nach der Saison 2018 seine aktive Karriere als Radrennfahrer und wechselte in das Management des Teams.

## Erfolge
2002
- eine Etappe Tirreno–Adriatico
- eine Etappe Baskenland-Rundfahrt
- eine Etappe Polen-Rundfahrt

2004
- Grand Prix Chiasso

2005
- Settimana Internazionale

2006
- eine Etappe Giro d’Italia

2007
- eine Etappe Paris–Nizza
- Memorial Marco Pantani

2008
- eine Etappe Giro d’Italia

2012
- Italienischer Meister – Straßenrennen

## Grand Tour-Platzierungen
| Grand Tour            | 2001 | 2002 | 2003 | 2004 | 2005 | 2006 | 2007 | 2008 | 2009 | 2010 | 2011 | 2012 | 2013 | 2014 | 2015 | 2016 | 2017 | 2018 |
| --------------------- | ---- | ---- | ---- | ---- | ---- | ---- | ---- | ---- | ---- | ---- | ---- | ---- | ---- | ---- | ---- | ---- | ---- | ---- |
| Giro d’ItaliaGiro     | –    | 16   | 9    | 11   | –    | 8    | 9    | 4    | DSQ  | –    | –    | –    | 11   | 12   | 24   | –    | 21   | –    |
| Tour de FranceTour    | –    | –    | 75   | –    | –    | –    | –    | –    | DSQ  | –    | –    | –    | –    | –    | –    | –    | –    | 60   |
| Vuelta a EspañaVuelta | 20   | –    | –    | –    | 46   | –    | 37   | –    | –    | –    | –    | –    | –    | –    | –    | –    | 25   | 50   |